# Онуфрієнко Григорій Денисович
Григорій Денисович Онуфрієнко (22 червня 1916 — 28 січня 1998) — радянський військовий льотчик, Герой Радянського Союзу (1942). Брав участь у Польському поході РСЧА, радянсько-фінській та німецько-радянській війні.

## Життєпис
Народився 22 червня 1916 року в Луганську у родині робітників. Українець. Закінчив 7 класів школи. Працював слюсарем на Ворошиловградському паровозобудівному заводі.
У РСЧА з 1936 року. Закінчив Ворошиловградську військову авіаційну школу пілотів.
Брав участь у Польському похіді РСЧА на Західну Україну та радянсько-фінській війні 1939—1940 років
На фронтах німецько-радянської війни з червня 1941 року. Командир ескадрильї 129-го винищувального авіаційного полку (47-ї авіаційної дивізії Західного фронту) старший лейтенант Г. Д. Онуфрієнко до серпня 1941 року здійснив 110 бойових вильотів. У 31 повітряному бою особисто збив 7 ворожих літаків.
Після війни продовжував службу у ВПС СРСР.
З 1971 року полковник Г. Д. Онуфрієнко у запасі. Працював старшим інженером механічних майстерень Центральної клінічної лікарні імені Семашко у Москві. Жив у місті Пушкіно (Московська область).

## Звання та нагороди
12 квітня 1942 року Григорію Денисовичу Онуфрієку присвоєно звання Героя Радянського Союзу.
Також нагороджений:
- орденом Леніна
- 4-а орденами Червоного Прапора
- орденом Олександра Невського
- 2-а орденами Вітчизняної війни 1-го ступеня
- орденом Трудового Червоного Прапора
- 2-а орденами Червоної Зірки
- медалями